# Domoina Soavina Atsimondrano Antananarivo
Domoina Soavina Atsimondrano Antananarivo (kurz: DSA Antananarivo) ist ein madagassischer Sportverein aus der Hauptstadt Antananarivo, der insbesondere für seine Erfolge im Fußball bekannt ist. Der Verein gewann 1997 und 1998 die madagassische Fußballmeisterschaft und nahm 1999 an der CAF Champions League teil. Die Farben des Vereins sind blau-weiß.

## Geschichte

### Gründung
DSA Antananarivo wurde 1990 im Distrikt Atsimondrano der Hauptstadt Antananarivo gegründet. Der Verein war ursprünglich als Sportverein angelegt und verfügte neben einer Fußballabteilung auch über eine Rugby-Mannschaft.

### Fußball
Die Fußballmannschaft von DSA trat erstmals 1992 in Erscheinung, als sie in der höchsten nationalen Liga, der Antananarivo League, spielte. Mit 9 Punkten aus 10 Spielen belegte das Team in der regulären Saison den 8. Platz und qualifizierte sich für die Championship Playoffs. Im Viertelfinale traf DSA auf BTM FC, scheiterte jedoch mit 0:2 im Hin- und 1:2 im Rückspiel.
1997 gelang dem Verein der größte Erfolg seiner Geschichte: Er gewann erstmals die madagassische Meisterschaft. Ein Jahr später konnte DSA den Titel erfolgreich verteidigen und qualifizierte sich für die CAF Champions League 1999. In der ersten Runde traf DSA auf AS Saint-Louisienne von Réunion. Nach einer 0:1-Niederlage im Hinspiel und einem 1:1-Unentschieden im Rückspiel schied der Verein aus dem Wettbewerb aus. In der Saison 1999 kam der DSA bis ins Meisterschaftsfinale, scheiterte dort jedoch im Elfmeterschießen an AS Fortior. Als Vizemeister spielte der Club auch im CAF Cup 2000 mit, wo DSA in der ersten Runde gegen Nchanga Rangers FC (2-0) aus Sambia scheiterte.
Im Jahr 2001 stieg DSA erstmals aus der höchsten Spielklasse ab, schaffte jedoch den direkten Wiederaufstieg. Von 2002 bis 2003 spielte der Verein noch erstklassig, bevor er 2004 erneut in die zweite Liga abstieg. 2008 folgte der Rückzug in den Amateurfußball. 
Die heutige Aktivität der Fußballabteilung ist unklar. Allerdings ist bekannt, dass der Verein weiterhin im Rugby aktiv ist.

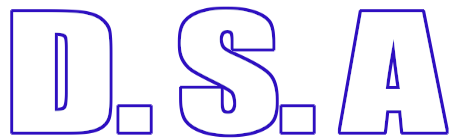
Aktuelles Wappen (Stand März 2021)

## Erfolge
- Madagassische Meisterschaft (2): 1997, 1998
- Madagassischer Vizemeister (1): 1999